# Jashinea aurantiaca
Jashinea aurantiaca är en tvåvingeart som beskrevs av Alex Fain och Elsen 1981. Jashinea aurantiaca ingår i släktet Jashinea och familjen bromsar.
Artens utbredningsområde är Madagaskar. Inga underarter finns listade i Catalogue of Life.